# Luciano Lucignani
Luciano Lucignani (Roma, 11 gennaio 1922 – Roma, 11 ottobre 2008) è stato un regista, sceneggiatore e critico teatrale italiano.

## Biografia
Dopo la maturità classica si iscrisse all'Accademia Nazionale d'Arte Drammatica di Roma. Suoi compagni del periodo furono Vittorio Gassman, Luciano Salce, Vittorio Caprioli, Adolfo Celi e Mario Landi.
Nel dopoguerra, impegnato culturalmente nel PCI, si occupò di regia e critica teatrale:  negli anni '50 fu nella redazione del quotidiano L'Unità, accanto a Tommaso Chiaretti che si occupava di critica cinematografica. Curò sceneggiature e allestimenti di spettacoli, partecipandovi anche come attore; nel 1955, fu coregista dell'opera teatrale Kean - Genio e sregolatezza di Gassman, e nel 1969 autore, regista e interprete insieme a Celi e Gassman della pellicola autobiografica L'alibi.
Fu fondatore nonché direttore fino alla sua scomparsa dell'Accademia d'Arte Drammatica della Calabria, che aveva sede a Palmi.
Nel 2002 il governo italiano gli concesse il contributo vitalizio straordinario (legge Bacchelli) per meriti culturali.
Morì a Roma ad 86 anni.

## Filmografia
- Suprema confessione, regia di Sergio Corbucci (1956), sceneggiatura
- L'amore difficile (1962), regia dell'episodio L'avaro
- Le piacevoli notti (1966), soggetto e regia
- L'età del malessere, regia di Giuliano Biagetti (1968), sceneggiatura
- Interrabang, regia di Giuliano Biagetti (1969), sceneggiatura
- L'alibi (1969), soggetto, sceneggiatura, regia e attore
- Una su 13 (1969), regia assieme a Nicolas Gessner
- Un prete scomodo, regia di Pino Tosini (1975), soggetto e sceneggiatura
- Una spirale di nebbia, regia di Eriprando Visconti (1977), sceneggiatura

## Teatro
- Kean, genio e sregolatezza di Alexandre Dumas, regia di Luciano Lucignani e Vittorio Gassman, prima al Teatro Carignano di Torino il 26 gennaio 1955.